# Абсарока
Абсарока (на английски: Absaroka Range) е мощен планински хребет в Скалистите планини, разположен на територията на щатите Уайоминг (74%) и Монтана (26%). Дължината му от север на юг е 312 km, ширината в средната част – до 240 km, а площта – 41 394 km². На изток долината на река Бигхорн (десен приток на Йелоустоун) го отделя от планината Бигхорн, на север достига до долината на река Йелоустоун, а на югозапад прохода Тагути (2944 m) го отделя от хребета Уинд Ривър. Най-високата му точка е връх Франкс Пик (4009 m), издигащ се в южната му част. В осовата си част хребетът е изграден от докамбрийски кристалинни скали, а по периферията – от палеозойски седименти. Най-високите му части са дълбоко разчленени от трогови долини, циркуси и други древни ледникови форми. От него води началото си река Йелоустоун (десен приток на Мисури) и нейните десни притоци Кларк Форк, Бигхорн, Шошоне. Склоновете му на височина до 2800 m са обрасли с иглолистни гори, а нагоре следват алпийски пасища.